# Danh sách tiểu hành tinh: 15401–15500
| Tên                  | Tên đầu tiên | Ngày phát hiện       | Nơi phát hiện                      | Người phát hiện                                  |
| -------------------- | ------------ | -------------------- | ---------------------------------- | ------------------------------------------------ |
| 15401 -              | 1997 VE4     | 4 tháng 11 năm 1997  | Gekko                              | T. Kagawa, T. Urata                              |
| 15402 -              | 1997 VY5     | 9 tháng 11 năm 1997  | Moriyama                           | Y. Ikari                                         |
| 15403 Merignac       | 1997 VH6     | 9 tháng 11 năm 1997  | Ondřejov                           | L. Šarounová                                     |
| 15404 -              | 1997 VE8     | 6 tháng 11 năm 1997  | Xinglong                           | Chương trình tiểu hành tinh Bắc Kinh Schmidt CCD |
| 15405 -              | 1997 WJ7     | 19 tháng 11 năm 1997 | Nachi-Katsuura                     | Y. Shimizu, T. Urata                             |
| 15406 Bleibtreu      | 1997 WV12    | 23 tháng 11 năm 1997 | Kitt Peak                          | Spacewatch                                       |
| 15407 Udakiyoo       | 1997 WM16    | 24 tháng 11 năm 1997 | Moriyama                           | Y. Ikari                                         |
| 15408 -              | 1997 WU21    | 30 tháng 11 năm 1997 | Oizumi                             | T. Kobayashi                                     |
| 15409 -              | 1997 WQ31    | 29 tháng 11 năm 1997 | Socorro                            | LINEAR                                           |
| 15410 -              | 1997 YZ      | 19 tháng 12 năm 1997 | Woomera                            | F. B. Zoltowski                                  |
| 15411 -              | 1997 YL1     | 18 tháng 12 năm 1997 | Xinglong                           | Chương trình tiểu hành tinh Bắc Kinh Schmidt CCD |
| 15412 Schaefer       | 1998 AU3     | 2 tháng 1 năm 1998   | Kitt Peak                          | Spacewatch                                       |
| 15413 -              | 1998 BX9     | 22 tháng 1 năm 1998  | Kitt Peak                          | Spacewatch                                       |
| 15414 -              | 1998 BC35    | 26 tháng 1 năm 1998  | Kitt Peak                          | Spacewatch                                       |
| 15415 Rika           | 1998 CA1     | 4 tháng 2 năm 1998   | Kuma Kogen                         | A. Nakamura                                      |
| 15416 -              | 1998 DZ2     | 21 tháng 2 năm 1998  | Xinglong                           | Chương trình tiểu hành tinh Bắc Kinh Schmidt CCD |
| 15417 Babylon        | 1998 DH34    | 27 tháng 2 năm 1998  | La Silla                           | E. W. Elst                                       |
| 15418 -              | 1998 DU35    | 27 tháng 2 năm 1998  | Cima Ekar                          | G. Forti, M. Tombelli                            |
| 15419 -              | 1998 FZ62    | 20 tháng 3 năm 1998  | Socorro                            | LINEAR                                           |
| 15420 Aedouglass     | 1998 HQ31    | 28 tháng 4 năm 1998  | Kitt Peak                          | Spacewatch                                       |
| 15421 Adammalin      | 1998 HM81    | 21 tháng 4 năm 1998  | Socorro                            | LINEAR                                           |
| 15422 -              | 1998 QP45    | 17 tháng 8 năm 1998  | Socorro                            | LINEAR                                           |
| 15423 -              | 1998 QR91    | 28 tháng 8 năm 1998  | Socorro                            | LINEAR                                           |
| 15424 -              | 1998 QE100   | 26 tháng 8 năm 1998  | La Silla                           | E. W. Elst                                       |
| 15425 Welzl          | 1998 SV26    | 24 tháng 9 năm 1998  | Ondřejov                           | P. Pravec                                        |
| 15426 -              | 1998 SW43    | 16 tháng 9 năm 1998  | Xinglong                           | Chương trình tiểu hành tinh Bắc Kinh Schmidt CCD |
| 15427 Shabas         | 1998 SP61    | 17 tháng 9 năm 1998  | Anderson Mesa                      | LONEOS                                           |
| 15428 -              | 1998 SV128   | 16 tháng 9 năm 1998  | Socorro                            | LINEAR                                           |
| 15429 -              | 1998 UA23    | 30 tháng 10 năm 1998 | Đài thiên văn Zvjezdarnica Višnjan | K. Korlević                                      |
| 15430 -              | 1998 UR31    | 22 tháng 10 năm 1998 | Xinglong                           | Chương trình tiểu hành tinh Bắc Kinh Schmidt CCD |
| 15431 -              | 1998 UQ32    | 30 tháng 10 năm 1998 | Xinglong                           | Beijing Schmidt CCD Asteroid Program             |
| 15432 -              | 1998 VA5     | 11 tháng 11 năm 1998 | Đài thiên văn Zvjezdarnica Višnjan | K. Korlević                                      |
| 15433 -              | 1998 VQ7     | 10 tháng 11 năm 1998 | Socorro                            | LINEAR                                           |
| 15434 Mittal         | 1998 VM25    | 10 tháng 11 năm 1998 | Socorro                            | LINEAR                                           |
| 15435 -              | 1998 VS28    | 10 tháng 11 năm 1998 | Socorro                            | LINEAR                                           |
| 15436 -              | 1998 VU30    | 10 tháng 11 năm 1998 | Socorro                            | LINEAR                                           |
| 15437 -              | 1998 VS35    | 9 tháng 11 năm 1998  | Xinglong                           | Chương trình tiểu hành tinh Bắc Kinh Schmidt CCD |
| 15438 -              | 1998 WF1     | 17 tháng 11 năm 1998 | Catalina                           | CSS                                              |
| 15439 -              | 1998 WV1     | 18 tháng 11 năm 1998 | Oizumi                             | T. Kobayashi                                     |
| 15440 -              | 1998 WX4     | 19 tháng 11 năm 1998 | Catalina                           | CSS                                              |
| 15441 -              | 1998 WJ9     | 27 tháng 11 năm 1998 | Đài thiên văn Zvjezdarnica Višnjan | K. Korlević                                      |
| 15442 -              | 1998 WN11    | 21 tháng 11 năm 1998 | Socorro                            | LINEAR                                           |
| 15443 -              | 1998 WM19    | 23 tháng 11 năm 1998 | Socorro                            | LINEAR                                           |
| 15444 -              | 1998 WT23    | 25 tháng 11 năm 1998 | Socorro                            | LINEAR                                           |
| 15445 -              | 1998 XE      | 1 tháng 12 năm 1998  | Xinglong                           | Chương trình tiểu hành tinh Bắc Kinh Schmidt CCD |
| 15446 -              | 1998 XQ4     | 12 tháng 12 năm 1998 | Oizumi                             | T. Kobayashi                                     |
| 15447 -              | 1998 XV4     | 12 tháng 12 năm 1998 | Oizumi                             | T. Kobayashi                                     |
| 15448 Siegwarth      | 1998 XT21    | 10 tháng 12 năm 1998 | Kitt Peak                          | Spacewatch                                       |
| 15449 -              | 1998 XS30    | 14 tháng 12 năm 1998 | Socorro                            | LINEAR                                           |
| 15450 -              | 1998 XV40    | 14 tháng 12 năm 1998 | Socorro                            | LINEAR                                           |
| 15451 -              | 1998 XK42    | 14 tháng 12 năm 1998 | Socorro                            | LINEAR                                           |
| 15452 Ibramohammed   | 1998 XL52    | 14 tháng 12 năm 1998 | Socorro                            | LINEAR                                           |
| 15453 Brasileirinhos | 1998 XD96    | 12 tháng 12 năm 1998 | Mérida                             | O. A. Naranjo                                    |
| 15454 -              | 1998 YB3     | 17 tháng 12 năm 1998 | Oizumi                             | T. Kobayashi                                     |
| 15455 -              | 1998 YJ3     | 17 tháng 12 năm 1998 | Oizumi                             | T. Kobayashi                                     |
| 15456 -              | 1998 YP3     | 18 tháng 12 năm 1998 | Kleť                               | Kleť                                             |
| 15457 -              | 1998 YN6     | 18 tháng 12 năm 1998 | Caussols                           | ODAS                                             |
| 15458 -              | 1998 YW9     | 25 tháng 12 năm 1998 | Đài thiên văn Zvjezdarnica Višnjan | K. Korlević, M. Jurić                            |
| 15459 -              | 1998 YY9     | 25 tháng 12 năm 1998 | Višnjan Observatory                | K. Korlević, M. Jurić                            |
| 15460 Manca          | 1998 YD10    | 25 tháng 12 năm 1998 | San Marcello                       | A. Boattini, L. Tesi                             |
| 15461 Johnbird       | 1998 YT29    | 27 tháng 12 năm 1998 | Anderson Mesa                      | LONEOS                                           |
| 15462 Stumegan       | 1999 AV1     | 8 tháng 1 năm 1999   | Kitt Peak                          | Spacewatch                                       |
| 15463 -              | 1999 AT2     | 9 tháng 1 năm 1999   | Oizumi                             | T. Kobayashi                                     |
| 15464 -              | 1999 AN5     | 12 tháng 1 năm 1999  | Oizumi                             | T. Kobayashi                                     |
| 15465 Buchroeder     | 1999 AZ5     | 15 tháng 1 năm 1999  | Kitt Peak                          | Spacewatch                                       |
| 15466 Barlow         | 1999 AR23    | 14 tháng 1 năm 1999  | Anderson Mesa                      | LONEOS                                           |
| 15467 Aflorsch       | 1999 AN24    | 15 tháng 1 năm 1999  | Caussols                           | ODAS                                             |
| 15468 -              | 1999 AT31    | 14 tháng 1 năm 1999  | Kitt Peak                          | Spacewatch                                       |
| 15469 Ohmura         | 1999 BC      | 16 tháng 1 năm 1999  | Oizumi                             | T. Kobayashi                                     |
| 15470 -              | 1999 BS      | 16 tháng 1 năm 1999  | Đài thiên văn Zvjezdarnica Višnjan | K. Korlević                                      |
| 15471 -              | 1999 BE5     | 19 tháng 1 năm 1999  | High Point                         | D. K. Chesney                                    |
| 15472 -              | 1999 BR5     | 20 tháng 1 năm 1999  | Đài thiên văn Zvjezdarnica Višnjan | K. Korlević                                      |
| 15473 -              | 1999 BL9     | 23 tháng 1 năm 1999  | Višnjan Observatory                | K. Korlević                                      |
| 15474 -              | 1999 BG11    | 20 tháng 1 năm 1999  | Caussols                           | ODAS                                             |
| 15475 -              | 1999 BQ14    | 24 tháng 1 năm 1999  | Woomera                            | F. B. Zoltowski                                  |
| 15476 Narendra       | 1999 BW24    | 18 tháng 1 năm 1999  | Socorro                            | LINEAR                                           |
| 15477 -              | 1999 CG1     | 6 tháng 2 năm 1999   | Oizumi                             | T. Kobayashi                                     |
| 15478 -              | 1999 CZ2     | 7 tháng 2 năm 1999   | San Marcello                       | L. Tesi, A. Boattini                             |
| 15479 -              | 1999 CH9     | 8 tháng 2 năm 1999   | Uenohara                           | N. Kawasato                                      |
| 15480 -              | 1999 CB14    | 12 tháng 2 năm 1999  | Uenohara                           | N. Kawasato                                      |
| 15481 -              | 1999 CK19    | 10 tháng 2 năm 1999  | Socorro                            | LINEAR                                           |
| 15482 -              | 1999 CB21    | 10 tháng 2 năm 1999  | Socorro                            | LINEAR                                           |
| 15483 -              | 1999 CW25    | 10 tháng 2 năm 1999  | Socorro                            | LINEAR                                           |
| 15484 -              | 1999 CU46    | 10 tháng 2 năm 1999  | Socorro                            | LINEAR                                           |
| 15485 -              | 1999 CY53    | 10 tháng 2 năm 1999  | Socorro                            | LINEAR                                           |
| 15486 -              | 1999 CP62    | 12 tháng 2 năm 1999  | Socorro                            | LINEAR                                           |
| 15487 -              | 1999 CC63    | 12 tháng 2 năm 1999  | Socorro                            | LINEAR                                           |
| 15488 -              | 1999 CB75    | 12 tháng 2 năm 1999  | Socorro                            | LINEAR                                           |
| 15489 -              | 1999 CJ78    | 12 tháng 2 năm 1999  | Socorro                            | LINEAR                                           |
| 15490 -              | 1999 CJ81    | 12 tháng 2 năm 1999  | Socorro                            | LINEAR                                           |
| 15491 -              | 1999 CW85    | 10 tháng 2 năm 1999  | Socorro                            | LINEAR                                           |
| 15492 Nyberg         | 1999 CG89    | 10 tháng 2 năm 1999  | Socorro                            | LINEAR                                           |
| 15493 -              | 1999 CS105   | 12 tháng 2 năm 1999  | Socorro                            | LINEAR                                           |
| 15494 -              | 1999 CX123   | 11 tháng 2 năm 1999  | Socorro                            | LINEAR                                           |
| 15495 Bogie          | 1999 DF2     | 17 tháng 2 năm 1999  | Reedy Creek                        | J. Broughton                                     |
| 15496 -              | 1999 DQ3     | 20 tháng 2 năm 1999  | Nachi-Katsuura                     | Y. Shimizu, T. Urata                             |
| 15497 Lucca          | 1999 DE7     | 23 tháng 2 năm 1999  | Monte Agliale                      | S. Donati                                        |
| 15498 -              | 1999 EQ4     | 13 tháng 3 năm 1999  | Đài thiên văn Zvjezdarnica Višnjan | K. Korlević                                      |
| 15499 Cloyd          | 1999 FY8     | 19 tháng 3 năm 1999  | Anderson Mesa                      | LONEOS                                           |
| 15500 Anantpatel     | 1999 FO26    | 19 tháng 3 năm 1999  | Socorro                            | LINEAR                                           |